# Straż imienia Marii
«Straż imienia Marii» — католический религиозный журнал, издававшийся в Минске с 1906 года до не позднее 1910 года; первый польскоязычный журнал в Минске.

## История
В 1905 году на территории бывшей Речи Посполитой, включённой в состав Российской Империи, издание польскоязычной прессы было запрещено российскими властями. В результате революции 1905 года произошла либерализация законодательства в этой сфере. Именной высочайший Указ Правительствующему Сенату «О временных правилах о повременных изданиях» от 24 ноября 1905 года, в частности, отменил профилактическую цензуру прессы, выходящей в городах, а также узаконил её издание на национальных языках, включая польский. Поляки, жившие на этих землях, использовали эту возможность, прежде всего, в Вильне. В Минске, издание прессы на польском языке сталкивается с трудностями и развивается медленно из-за низкой заинтересованности местных поляков в подобного рода инициативах. Они аргументировали это тем, что их потребности уже удовлетворяет пресса, издающаяся в Вильне. В этих условиях польские издательства в Минске ограничивались лишь календарями и газетами-однодневками.

## Журнал
«Straż imienia Marii» считается первым в истории издании на польском языке среди печатавшихся в Минске. Его основатель, книжник Юзеф Словиньский, 28 ноября 1906 года получил разрешение на издание журнала от минского губернатора Якова Эрдели. Редакторами газеты были: ксендз Франтишек Грабовский, Юзеф Норейко и сам Юзеф Словиньский. Журнал занимался почти исключительно религиозными темами и распространялся только среди членов католической Конгрегации святой Марии. Учитывая тематику и ограниченный круг аудитории, журнал не оказывал существенного влияния на общественное мнение в Минске. С апреля 1910 года преемником «Straży imienia Marii» стал ежемесячник «Gwiazda Zaranna».